# 오사카쿄이쿠다이마에역
오사카쿄이쿠다이마에역(일본어: 大阪教育大前駅→오사카 교육대앞역)은 일본 오사카부 가시와라시에 위치한 긴키 닛폰 철도 오사카 선의 철도역이다. 역 번호는 D 19이며, 상대식 승강장 2면 2선의 구조를 갖춘 지상역이다.

## 타는 곳
| 1 | D 오사카 선 | 하행 | 고이도 · 야마토야기 · 하이바라 · 이세시마 방면 · 나고야 방면                              |
| 2 | D 오사카 선 | 상행 | 가와치코쿠부 · 후세 · 오사카우에혼마치 방면 · 오사카난바 · 아마가사키 · 고베산노미야 방면 |

## 이용 현황
- 2005년 11월 8일 : 5,781
- 2008년 11월 18일 : 6,364
- 2010년 11월 9일 : 6,056
- 2012년 11월 13일 : 6,204
- 2015년 11월 10일 : 6,455

## 역 주변
- 오사카 교육 대학 가시와라 캠퍼스
- 니시메이한 자동차도 가시와라 나들목 · 가시와바라 본선 요금소
- 간사이 여자 단기 대학
- 고쿠부 병원

## 인접 역
| 긴키 닛폰 철도 오사카 선               | 긴키 닛폰 철도 오사카 선 | 긴키 닛폰 철도 오사카 선     |
| -------------------------------------- | ------------------------ | ---------------------------- |
| D18 가와치코쿠부 오사카우에혼마치 방면 | D 오사카 선              | 세키야 D20 이세나카가와 방면 |